# Sami Kafati
Sami Kafati (Tegucigalpa, Francisco Morazán, Honduras, 21 de diciembre de 1936-Tegucigalpa, 29 de abril de 1996) fue un cineasta y documentalista hondureño de ascendencia árabe palestina, creador de primera película hondureña rodada por un director nacional, el cortometraje experimental Mi Amigo Ángel y posteriormente varios documentales y largometrajes realizados en la década de los años 70. Actualmente muchos de sus trabajos se encuentran guardados en la Universidad autónoma de Honduras debido a su importancia histórica. 

## Educación
Sami Kafati estudió cinematografía en la Universitá Internazionale degli Studi Sociali de Roma en los años 1960, su primera obra cinematográfica se exhibe en el Instituto Nacional de Cinematografía LUCE de Roma, Mi Amigo Ángel en 1965.

## Obra
En 1956 realizó sus primeros ensayos en 8mm. Su primera película a nivel profesional fue Mi Amigo Ángel, un cortometraje experimental de aproximadamente 32 minutos producido en 1962, considerada la primera película hondureña realizada por un cineasta nacional.
Por aquellos años Kafati, formó parte del equipo de documentalistas que realizaron Neruda: Hombre y Poeta. (1970) junto al realizador colombiano Pepe Sánchez.
En 1970 filmó en Chile el programa político Más allá del 70 y también el documental Neruda: Hombre y Poeta.
Filmó en Honduras los siguientes documentales:
Independencia de Honduras en 1971.
Agua, vida y desarrollo en 1976.
Proyecto Guanchías en 1976.
Bajo Aguán en 1976.
Entre otros documentales de Sami Kafati se encuentran: Bosques y maderas de Honduras (1977), Acueductos rurales, El despertar del Kukulcán (1977), Escuela de ciencias forestales, Salud en Honduras (1977). Para el historiador del cine hondureño Marxis Lenin Hernández "el legado de Sami Kafati radica en ser el primer director cinematográfico hondureño y lograr producir una obra de magnitud internacional, ya que su película esta claramente influenciada con el neorrealismo italiano".
La música de Sami Kafati también es parte de la banda sonora  del documental Corazón Abierto de Katia Lara.

### No hay tierra sin dueño
El drama No hay tierra sin dueño es el primer largometraje de ficción de Sami Kafati, se termina de rodar en 1984 y es editada en 1996, la postproducción de la obra finaliza en el año 2003.

## Filmografía
Películas
- Mi Amigo Ángel (1962): Director y guionista.
- No hay tierra sin dueño (2003): Director, guionista.
- Utopía (1976)ː Fotografía

Documentales
- Independencia de Honduras (1971): Director
- Bajó Aguan (1976): Director
- Vida y desarrollo en (1976): Director
- Proyecto Guanchías (1976): Director
- Bajo Aguán (1976): Director
- Bosques y maderas de Honduras (1977): Director
- Acueductos rurales (1977): Director
- El despertar del Kukulcán (1977): Director
- Escuela de ciencias forestales, Salud en Honduras (1977): Director

## Premios
En el año 1982 Recibió el premio nacional de arte Itzamná por la Escuela Nacional de Bellas Artes (Honduras).

## Muerte
Falleció el 29 de abril de 1996 en Tegucigalpa, luego de completar la mayor parte de la edición de su película "No Hay Tierra Sin Dueño", finalizada en 2002.